# 末期の眼
『末期の眼』（まつごのめ）は、川端康成の随筆・随想。芥川龍之介、古賀春江、梶井基次郎、竹久夢二などの芸術家の運命と死、その芸術作品の神秘不思議に触れながら、自身の芸術観・死生観について連想的に綴った34歳の時の作品である。
その非情な芸術観が示された文章の所々に川端の小説家・芸術家としての覚悟や、一つの転換点を示すマニフェスト・警句的な文言が含まれているため、川端を論じるにあたって必ずと言っていいほど取り上げられる随筆で、同年に書かれた虚無的な小説『禽獣』との関連性が指摘されることも多い作品である。
川端の作家としての「眼」を表わす「末期の眼」というタイトルは、作中で言及される芥川龍之介の遺書「或旧友へ送る手記」の中の言葉「末期の目」から来たものである。川端のこの作品名により、芥川の遺書中の「末期の目」に関する一節が相乗的に有名になった。

## 発表経過
初出は1933年（昭和8年）の『文藝』12月号（第1巻第2号）に掲載され、翌1934年（昭和9年）10月19日に改造社より刊行の『川端康成選集第1巻 随筆・批評集』に収録された。
単行本としては、1939年（昭和14年）6月18日に金星堂より刊行の『純粋の声』に収録された後、1942年（昭和17年）4月17日に東峰書房より刊行の『文章』にも収録された。

## あらまし

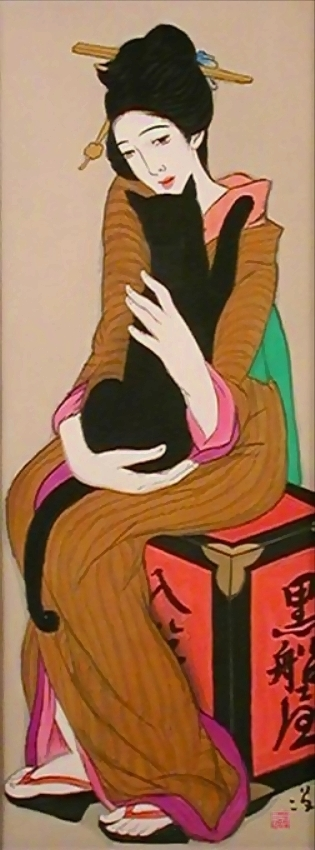
夢二の最高傑作と言われる美人画『黒船屋』（1919年）。

川端康成はある夏に伊香保温泉を訪れた際、竹久夢二を偶然見かける。明治から大正初めにかけ一世を風靡した風俗・抒情画家の夢二を「少年の日の夢」としか結びつけていなかった川端にとって、初めて会った夢二の老いた様子は思いがけない姿だった。夢二は頽廃の画家で、その頽廃が心身の老いを早めていたが、その頽廃は甘い頽廃のような印象であった。
頽廃は神に通じる逆道のやうであるけれども、実はむしろ早道である。もし私が頽廃早老の大芸術家を、目のあたりに見たとすれば、もつとひたむきにつらかつたであらう。（中略）夢二氏の場合はずつと甘く、夢二氏の歩いて来た絵の道が本筋でなかつたことを、今夢二氏は身をもつて語つてゐるといつた風の、まはりくどい印象であつた。芸術家としては取返しのつかぬ不幸であらうが、人間としては或ひは幸福であつたらう。これは勿論嘘である。こんな曖昧な言葉のゆるさるべきではないが、この辺で妥協しておくところにも、今の私はもの忘れよと吹く南風を感じるのである。人間は生よりも反つて死について知つてゐるやうな気がするから、生きてゐられるのである。—川端康成「末期の眼」
夢二についての回想から、「女によつて人間性と和解」しようとしたから起ったストリンドベルヒの恋愛悲劇についての想起に移った川端は、「あらゆる夫婦たちに離婚をすすめることがよくないならば、自分自身にさへまことの芸術家たれと望めないのも、かへつて良心的ではあるまいか」と述べる。
親子で作家という例もないことはないが、わが子を作家にしたい作家などいないとする川端は、芸術家は一代にして生れるものではないと考え、芸術家は「父祖の血が幾代かを経て、一輪咲いた花」であるとする。
旧家の代々の芸術的教養が伝はつて、作家を生むとも考へられるが、また一方で、旧家などの血はたいてい病み弱まつてゐるものだから、残燭の焔のやうに、滅びようとする血がいまはの果てに燃え上つたのが、作家とも見られる。既に悲劇である。作家の後裔が逞しく繁茂するとは思へぬ。—川端康成「末期の眼」
正岡子規のように、死に瀕し病苦に喘ぎながらもなお一層、芸術作品を生もうとするのは優れた芸術家によくあることと述べながらも、川端はその姿勢を学ぼうとは思わないとして、自分が死病の床についた時には文学のことなどさらりと忘れていたいと言う。そして、自分はまだ作品らしい芸術作品を書いてはいないとし、死んでも死にきれそうもないが、それが即ち「迷ひ」であり、何も遺していない方が逆に安楽往生の妨げにならないだろうとも考える。
川端は自殺を嫌うとし、その要因の一つに「死を考へて死ぬ」という点にあると述べるが、またその言も嘘だとする。いざ死を向き合えば、自分も死ぬまで原稿を書くかのように手をふるわせているかもしれないという。だが芥川龍之介ともあろう人が、なぜ「或旧友へ送る手記」を書いたのか心外だと言う川端は、あの遺書は芥川の「死の汚点」だとさえ思ったとしつつも、その芥川の手記を多く引用して紹介する。
所謂生活力と云ふものは、実は動物力の異名に過ぎない。僕も亦人間獣の一匹である。しかし食色にも倦いた所を見ると、次第に動物力を失つてゐるであらう。僕の今住んでゐるのは氷のやうに透み渡つた、病的な神経の世界である。僕はゆうべ或売笑婦と一しよに彼女の賃金（！）の話をし、しみじみ「生きる為に生きてゐる」我々人間の哀れさを感じた。若しみづから甘んじて永久の眠りにはひることが出来れば、我々自身の為に幸福でないまでも平和であるには違ひない。しかし僕のいつ敢然と自殺出来るかは疑問である。唯自然はかう云ふ僕にはいつもよりも一層美しい。君は自然の美しいのを愛し、しかも自殺しようとする僕の矛盾を笑ふであらう。けれども自然の美しいのは僕の末期の目に映るからである。—芥川龍之介「或旧友へ送る手記」
川端は、自身が遙かに年少という安心もあって芥川を作家としても文章家としてもさほど尊敬はしていなかった面もあったとしつつも、芥川の死近くに書かれた『歯車』は読後直後、「心から頭を下げた作品」だったと語る。そして、そこには芥川の「末期の眼」が最もよく感じられ、『西方の人』『歯車』は芥川が死を賭して購った作品だとする。
修行僧の「氷のやうに透み渡つた」世界には、線香の燃える音が家の焼けるやうに聞え、その灰の落ちる音が落雷のやうに聞えたところで、それはまことであらう。あらゆる芸術の極意は、この「末期の眼」であらう。—川端康成「末期の眼」
横光利一が日本文学における画期的な傑作『機械』を3年前に発表した際、川端は何かしらの不安を覚え、当時の『機械』評に「幸福を感じさせると同時に、また一種の深い不幸を感じさせる」と書いたことがあった。その後その不安はだいぶ去ったが、その代わりに横光自身の苦しみはさらに加わったと川端は述べる。
川端は、ジョン・D. ベレスフォード（J. D. Beresford）が著書『小説の実験』（Experiment in the Novel）の中で「吾々の最もすぐれた小説家たちは常に実験家であつた」（"Our best novelists have always been experimenters."）、「散文に於てであれ、韻文に於てであれ、凡ての規範はその起源を天才の作品に発している」（"all the canons whether in prose or verse had their origin in the work of men of genius."）と述べた言葉を引きつつ、「実験」の出発は、たとえそれが少し病的なものであれ「楽しく若やいだもの」であり、「末期の眼」はやはり「実験」であろうが、それは「死の予感」と相通ずることが多いとする。
「我事に於て後悔せず」と常に念頭に置いているわけでもなく、元来物忘れがひどいためか自省心欠如のためか、自分は「後悔といふ悪魔」に一向に襲われることはないとする川端は、しかし凡ての物事は起るべくして起るような気もするとし、そして、まだ死にそうもない歳で死んだ芸術家の作品の中には「死の予告」があることがしばしばだと考える。
しかしすべてのものごとは、後から計算すると、起るべくして起り、なるやうになつて来たのであつて、そこになんの不思議もないと思はれがちである。神のありがたさかもしれぬ。人間の哀れさかもしれぬ。とにかく、この思ひは案外天の理にかなつてゐるやうである。いかなる凡下といへども、夏目漱石の座右銘「則天去私」に到る瞬間が往々にあるらしい。例へば死であるが、死にさうもない人でもさて死なれてみると、やはり死ぬのだつたかなと思ひあたる節があるものである。すぐれた芸術家はその作品に死を予告してゐることが、あまりにしばしばである。創作が今日の肉体や精神の科学で割り切れぬ所以の恐しさは、こんなところにもある。—川端康成「末期の眼」
1年前（川端は3年前としているが誤り）に亡くなった梶井基次郎、明後日に四七日（よなぬか）を迎える古賀春江という優れた芸術家の友人2人と「幽明境」を異にしたことに触れる川端は、「女との間には、生別といふものがあつても、芸術の友にあるのは死別ばかりで、生別といふものはない」とし、旧友と音信が途絶えたり、喧嘩別れしたりしても「友人としての彼ら」を失ったと思ったことはないとする。
梶井や古賀との思い出の追悼文がまだなかなか書けない川端は、芥川の友人の小穴隆一が芥川の死を明かそうとした『二つの絵』を書いていることに触れ、その文面の激しさをむしろ怪しみ、『二つの絵』が嘘だというわけではないが「モデル小説は作者が真実であらうとつとめればつとめるだけ、反つてモデルから遠ざかると言つても詭弁であるまい」と述べて、アントン・チェーホフの小説手法もジェイムズ・ジョイスの小説手法も「モデルそのものでない点に変りはない」とする。
そして川端は、ポール・ヴァレリーが小説に関して、「小説家の計算と野心との対象である『生命』と『真実』との外観は、小説家が自分の計画に取り入れる観察、――即ち認知し得る諸要素の、不断の導入に懸つてゐるのである」と語った小説論を紹介する。
真実な而も任意な細部の緯は、読者の現実的生存を、作中の諸人物の佯りの生存に接続する。そこから、それらの模擬物が、屡々不思議な生命力を帯び、その生命力によつて、それ等の模擬物が我々の頭の中で正真の人物と比較され得るやうになるのだ。我々は、知らぬ間に、我々の裡にあるあらゆる人間を、それらの模擬物に附与する。何となれば、我々の生きる能力は、生きさせる能力をも含んでいるからである。—ポール・ヴァレリー「プルウスト」
芥川が「或旧友へ送る手記」の中で「僕は或は病死のやうに自殺しないとも限らないのである」と吐露していたことに触れる川端は、死について考えると結局は病死が最もよいというところに落ちつくだろうと想像し、「いかに現世を厭離するとも、自殺はさとりの姿ではない」とする。そして「隠遁的」な生き方ながらも梶井や古賀も実は激しい野心を持っていただろうとし、無類の好人物に見えつつも2人とも、特に梶井は悪魔にも憑かれていたかもしれないが、いちじるしく東洋、日本的であった2人は自身の死後の追悼記なんか期待していなかったとだろうと川端は考える。
古賀も自殺を思うことが長くあったらしく、「死にまさる芸術はない」とか、「死ぬることは生きること」などが口癖のようだったが、それは西洋風なものではなく、彼の中に深く染みこんでいた仏教思想の現れだと川端は解読する。川端は古賀と同様に自身も周囲からは新しい傾向、新しい形式を追い求める者と見られ、「奇術師」と呼ばれていることに言及し、自分と同様に心身の弱かった古賀も、自分と似たような「嘆き」が胸をかすめることはなかったであろうかと考える。
私は常に文学の新しい傾向、新しい形式を追ひ、または求める者と見られてゐる。新奇を愛好し、新人に関心すると思はれてゐる。ために「奇術師」と呼ばれる光栄すら持つ。（中略）ところで私達は果してよく奇術師であり得たらうか。相手は軽蔑を浴せたつもりであらうが、私は「奇術師」と名づけられたことに北叟笑んだものである。盲仙人の一人である相手に、私の胸の嘆きが映らなかつたゆゑである。彼が本気でそんなことを思つたのなら、私にたわいなく化かされた阿呆である。とはいへ、私は人を化かさうがために、「奇術」を弄んでゐるわけではない。胸の嘆きとか弱く戦つてゐる現れに過ぎぬ。人がなんと名づけようと知つたことでない。えらいけだものの毛唐、パブロ・ピカソなんていふものはいざ知らず、私と同じやうに心身共に弱かつた古賀氏は、私とちがつて大作力作をなしつつも、やはり私に似た嘆きが、胸をかすめることはなかつたであらうか。—川端康成「末期の眼」

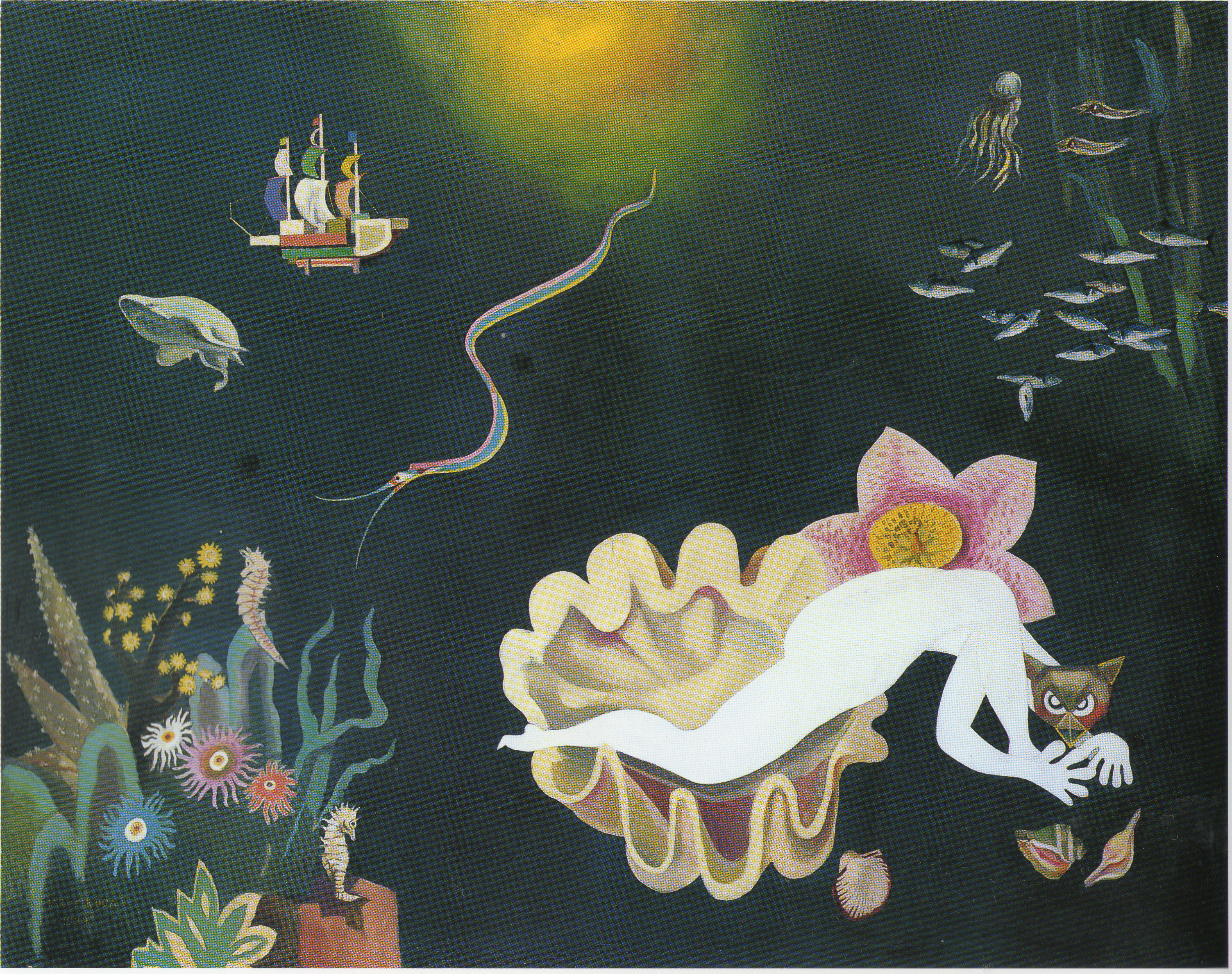
古賀春江『深海の情景』。

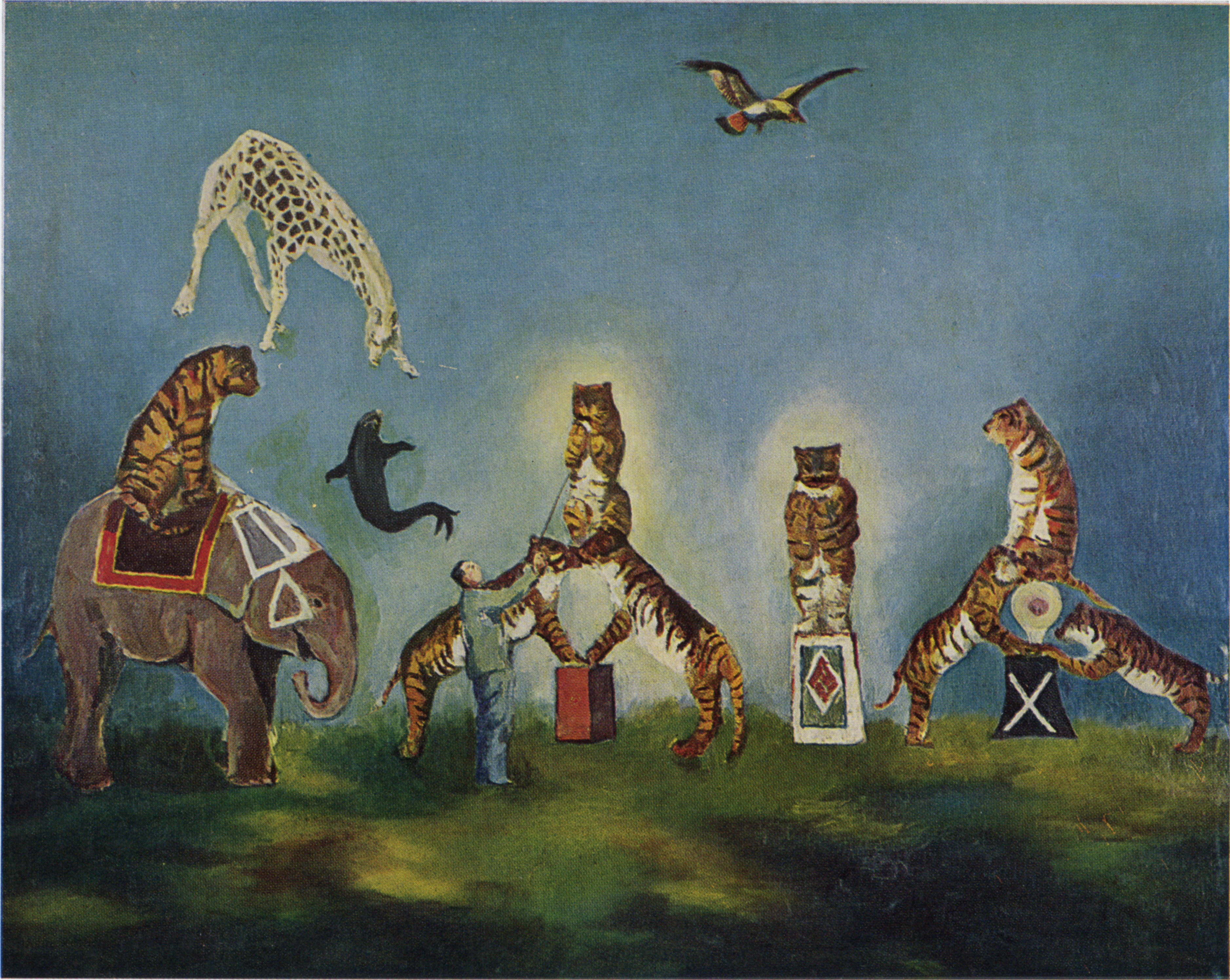
古賀春江『サアカスの景』。

古賀のシュールレアリスムの絵画に古さがあるとすれば、それは「東方の古風な詩情の病ひ」のせいであろうと考える川端は、古賀が西欧近代の文化の精神をも制作に取り入れようとはしたが「仏法のをさな歌」はいつも古賀の心の底を流れ、そのため朗らかな童話じみた水彩画にも「温かに寂しさのある」と解説する。そして、その「古いをさな歌」は川端の心にも通い、古賀と自分は新しげな表の顔の裏のその「古い歌」で親しかったのかもしれないと述べる。
理知の構成とか、理知の論理や哲学なんてものは、画面から素人はなかなか読みにくいが、古賀氏の絵に向ふと、私は先づなにかしら遠いあこがれと、ほのぼのとむなしい拡がりを感じるのである。虚無を超えた肯定である。従つて、これはをさなごころに通ふ。童話じみた絵が多い。単なる童話ではない。をさなごころの驚きの鮮麗な夢である。甚だ仏法的である。—川端康成「末期の眼」
川端は、古賀の遺作となった『サアカスの景』（1933年油彩）が、下塗りをする体力もないまま、手に絵具を掴むなどして体をぶつけるように格闘して仕上げた絵であることに触れつつ、その格闘にもかかわらず出来上がった作品自体はなぜかしいんと静かであることを思う。細密な『深海の情景』（1933年油彩）にしても、サインの字は高田力蔵が代わりに入れなければならなかったほど、整った書体が書けなかったにもかかわらず、絵のためには手は細かく動くという不思議さを「超自然的ななにものか」だとして、「あらゆる心身の力のうちで、絵の才能が最も長く生き延び、最後に死んだのである」と感じた、芸術家の「業」について考える。
古賀氏にとっては、絵は解脱の道であつたにちがひないが、また堕地獄の道であつたかもしれない。天恵の芸術的才能とは、業のやうなものである。
神の喜劇を書いたダンテの生涯は悲劇であつた。ワルト・ホイットマンはダンテの肖像を訪客に見せて、「この世の不潔を脱した人の顔だ。この顔になるには沢山得ただけ、それだけ、失つたのだ。」と語つたさうである。話はあまりあらぬ方へ飛ぶが、竹久夢二もまたあの個性のいちじるしい絵のために、「沢山得ただけ、それだけ失ったのだ。」—川端康成「末期の眼」

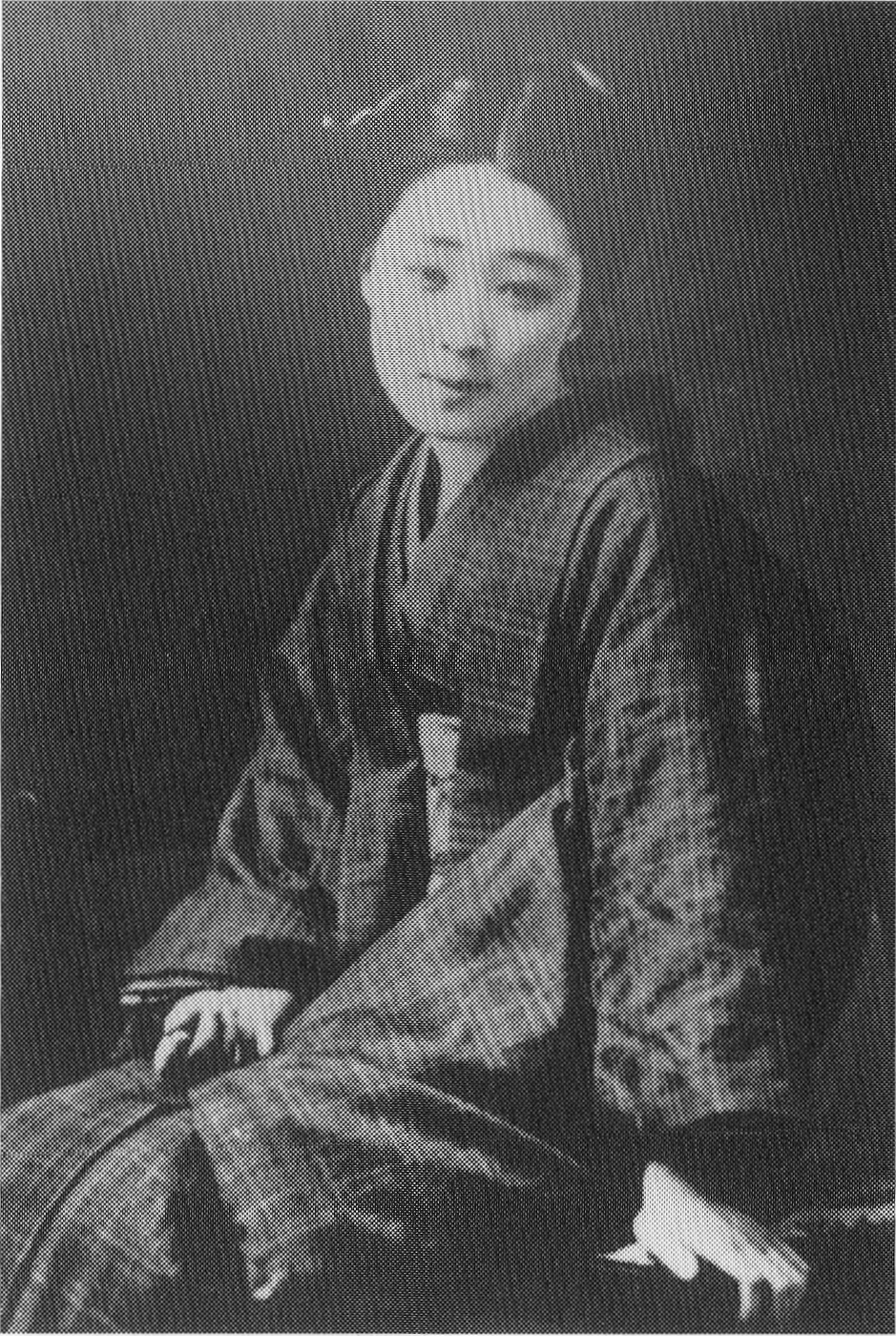
夢二の家人お葉。

伊香保で会った数年前に、川端は渡辺庫輔（芥川龍之介の弟子）に連れられ竹久夢二の家を訪ね、夢二が不在だった時に見た家人の女性の姿や立ち振る舞いは、夢二の描く絵そのままで実に不思議で言葉を失うほどだったことを回想する。夢二が女の体に自分の絵を完全に表現したことは芸術の勝利であろうが、同時に何かの敗北のようにも感じられ、伊香保でもそのことを思い出した川端は、「芸術家の個性といふものの、そぞろ寂しさ」を夢二の老いの姿に見たという。
近代的な令嬢が集まった文化学院の同窓会で、宮川曼魚の令嬢を見た時も川端は、その娘が江戸風の人形かと驚くほどの圧倒的な美しさで、まさしく曼魚の江戸趣味の生きた創作であったことを最後に語る。

## 作品背景
※川端康成の作品や随筆内からの文章の引用は〈　〉とする（論者や評者の論文からの引用部との区別のため）。

### 「小説作法」の主旨からの変更
『末期の眼』は、当初は「小説作法」に関する随筆を雑誌『文藝』の編集者から依頼されて筆を進めていたものであったが、川端康成の連想が次々と飛躍していくうちに、亡くなった何人かの作家や芸術家に話が及んで内容が膨らんだため、題名も「小説作法」（あるいは「原稿紙など」）から「末期の眼」に変更して発表されたものである。
末尾の付記にも、当初は竹久夢二と出会ったのと同じ時期に伊香保温泉で初対面した龍胆寺雄の原稿用紙と原稿の書きぶりを紹介し、同様に何人かの作家の原稿の書き方にも及びつつ「小説作法」に触れようと企図したものだったことが記されている。
川端は「小説作法」に関して書き進めるにあたり、セント・ジョン・アーヴィン（St. John Ervine）の著書『戯曲作法』（How to Write a Play、菅原卓訳）を読み、その中に書かれた、『文学に成功する方法』（How to Succeed in Literature）という本を出版した作家が、作家として成功せずにその数か月後に自殺した話を知った。その作家の皮肉な死から、川端はおそらく芥川龍之介の自殺を想起した可能性があり、その他、友人でもあった古賀春江の死などに波及していったであろうことが看取されている。

### おもな言及人物との関係

#### 芥川龍之介

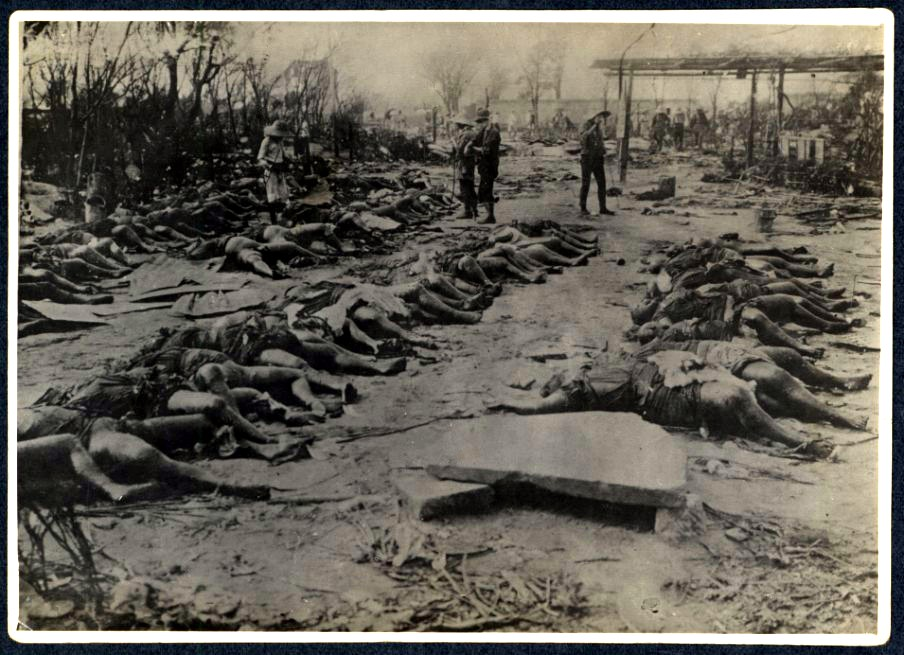
吉原公園魔ノ池附近。岡田紅陽撮影。『大正大震災大火災惨状写真集』他掲載。（Robert L. Capp Collectionより）

川端は新人の頃から『新思潮』の先輩作家の菊池寛には何かと世話になり親しくしていたが、菊地の友人で同じ『新思潮』の先輩でもあった芥川龍之介とはそれほど親しい間柄でもなく、川端が芥川の家を訪ねることもあまりなかった。しかし第一高等学校時代の川端は芥川の小説をよく読んで傾倒していた時期もあり、その後も『羅生門』『雪』『詩集』『ピアノ』などを〈名短篇〉と高評価していた。
また2人の間には、関東大震災の直後に焦土と化した〈地獄絵〉のような吉原などの東京の焼け跡を、水とビスケットを携帯しながら一緒に見て廻ったこともあった。
そのきっかけは、川端が1人で9月1日当日から市内の地震跡を見て廻った話を小島政二郎が聞いて芥川に伝えていたことから始まりだった。川端と今東光が芥川の家を見舞った際に、「君の地震の話は非常に面白いからぜひ聞けって、小島政二郎がいってたよ」と芥川から言われた川端が、縁側で自分の見聞談を少し話して聞かせ、その訪問日にさっそく3人で吉原の池に死骸を見に行く運びになった。
震災直後の被災した町を〈駿馬の快活さで飛ぶやうに〉歩き回り、秀才風なシニシズムで〈皮肉交じりの快活な言葉〉を発する芥川への否定的な観察をしていた川端だったが、自身も同じように被災地の地獄絵のような光景を芥川と一緒に興味深く見て回っており、吉原遊廓界隈の場所で、火に焼かれて池に飛び込んだ大勢の遊女らの凄惨な〈その最も醜い死〉の姿などを語る川端の姿勢には芥川と相通ずるものがあり、川端の芥川批判にはいくらか自己認識と重なる面や芥川へのある種の親近感も看取されている。
そうした震災の時の芥川の様子を、芥川の自死の2年後に回顧した川端は、自殺を決意した際の芥川の内心を、〈二三年の後いよいよ自殺の決意を固められた時に、死の姿の一つとして、あの吉原の池に累々と重なつた醜い死骸は必ず故人の頭に甦つて来たにちがひないと思ふ〉とも推察し、〈その最も醜い死を故人と共に見た私は、また醜い死を見知らぬ人々より以上に、故人の死の美しさを感じることが出来る一人かもしれない〉と記した。
死によって身体から生命の感覚が失われ日常的な世界が解体された後に「どのようにして新たな世界を構成しうるか」という命題において、『雪』『詩集』『ピアノ』の延長線上に連なる『歯車』を書いた晩年の芥川と、〈万物一如〉という生と死の区別を無化する思想を持った川端には、何らか通じ合う文学性が垣間見られることも指摘されている。
芥川は、久米正雄に宛てた遺書「或旧友へ送る手記」にもあるように、「縊死」「溺死」「轢死」などの死体には「美的嫌悪」があると自身の死に様の美醜にこだわりを見せ、薬物による死を選ぶことを述べていた。そうした美意識を持ち、芸術至上主義者であった芥川は、「芸術家は非凡な作品を作る為に、魂を悪魔へ売渡す事も、時と場合ではやり兼ねない。これは勿論僕もやり兼ねないと言ふ意味だ」と語っていたこともあった。
この芥川の美への希求は、川端の作品世界にも通じるものがあり、「魂を悪魔へ売渡す事」もやり兼ねないという芥川の意識と類似するものは、『末期の眼』と同時期に発表された川端の『散りぬるを』（1933年 – 1934年）での〈おれは小説家といふ無期懲役人だ〉という意識と似通う点があることも指摘されている。また、母親が狂人であったことから自身も「発狂」するのではないかという血脈の怖れを抱いていた芥川と、両親が結核で早死した川端が自身も〈早世の怯え〉を持っていたこと点も共通性がみられ、川端の文学がどこかで芥川と通じ合うものがあることは、「川端康成という人は、あれは芥川龍之介のエピゴーネンだね」と感想をもらしていた1934年（昭和9年）頃の山岸外史の言葉などにも象徴的に言い表わされている。
1927年（昭和2年）7月24日の芥川の自殺は、当時の多くの作家たちが受けた驚きの念と同じく川端にとっても衝撃的な出来事であった。川端は当初は〈芥川氏の死は、その美しい自殺は、われわれの胸を稲妻のやうに貫いた。余りに多くのものをわれわれに語つた。芥川氏の死を除外視して芥川氏を思ふことは、われわれに許されてゐないと云つていい程である〉と述べていた。
しかしその後の川端は、『歯車』などを傑作視する姿勢は変らないものの、芥川との距離の取り方を相対化していき、自身と芥川との間の立ち位置が『末期の眼』のような〈私は芥川氏を作家としても、文章家としても、さほど尊敬することは出来なかつた〉と前置きする距離感に定まっていった。
川端が『末期の眼』と似た距離感の立ち位置で芥川を評したものは他に、戦後の1949年（昭和24年）発表の『芥川龍之介と菊池寛』があり、そこでは芥川と同じ敗残の江戸っ子の家に生れて〈異常に早熟であり、教養や趣味にも似通ふ点〉があった谷崎潤一郎との比較において、広津和郎や三島由紀夫も指摘する初期の谷崎の持つ健康さや〈野性〉などを挙げつつ、芥川の作品は谷崎よりは〈病的で、さらに末期的〉であるとし、また〈抑圧的であり、閃光的であつた。光は流れ続かず、火花のやうにきらめき、稲妻のやうにつらぬいた〉と評した。
川端は晩年の1968年（昭和43年）12月のノーベル文学賞受賞講演『美しい日本の私』の中でも芥川の自死について触れており、自殺を讃美したり共感したりするものではないとしつつも芥川の遺書の中で心を惹いた言葉として、「生活力」という「動物力」を次第に失ったと自身を振り返った芥川の遺書中の「末期の目」の一節（「僕の今住んでゐるのは……」から「けれども自然の美しいのは、僕の末期の目に映るからである」まで）を『末期の眼』での引用と同じように紹介した。

#### 古賀春江
芥川龍之介同様、作中で多く言及されている画家の古賀春江とは、川端が1928年（昭和3年）頃から二科展などの美術展に行くようになって古賀のシュールレアリスム的な絵画を知るようになり、さらに上野公園裏の下谷区上野桜木町に転居していた1931年（昭和6年）に、本郷区動坂（不忍通り）の住む古賀夫妻と住居の近さからお互い犬好きだということが分かって親交を結ぶようになった。そして古賀の家に遊びに行った際に、東郷青児とも知り合いになった。
それ以前に川端が1924年（大正13年）に新感覚派の同人誌『文藝時代』を創刊していた頃、4歳年上の古賀は当時の画壇の『文藝時代』的な存在ともいえる若手の団体『アクション』の同人であった。『アクション』のメンバーは、浅野孟府、飯田三吉、泉治作、神原泰、古賀春江、中川紀元、難波慶爾、重松岩吉、矢部友衛、山本行雄、横山潤之助、吉田謙吉、吉邨二郎の13名で1922年（大正11年）10月に結成されて、山本行雄は『文藝時代』創刊号の表紙の装幀を担当し、その後の号では中川紀元や吉田謙吉も装幀を行なっていた。川端と古賀の関係は個人的な親交を超えた、当時の新感覚派文学と前衛芸術との密接な親交や精神的な親近が見られた。

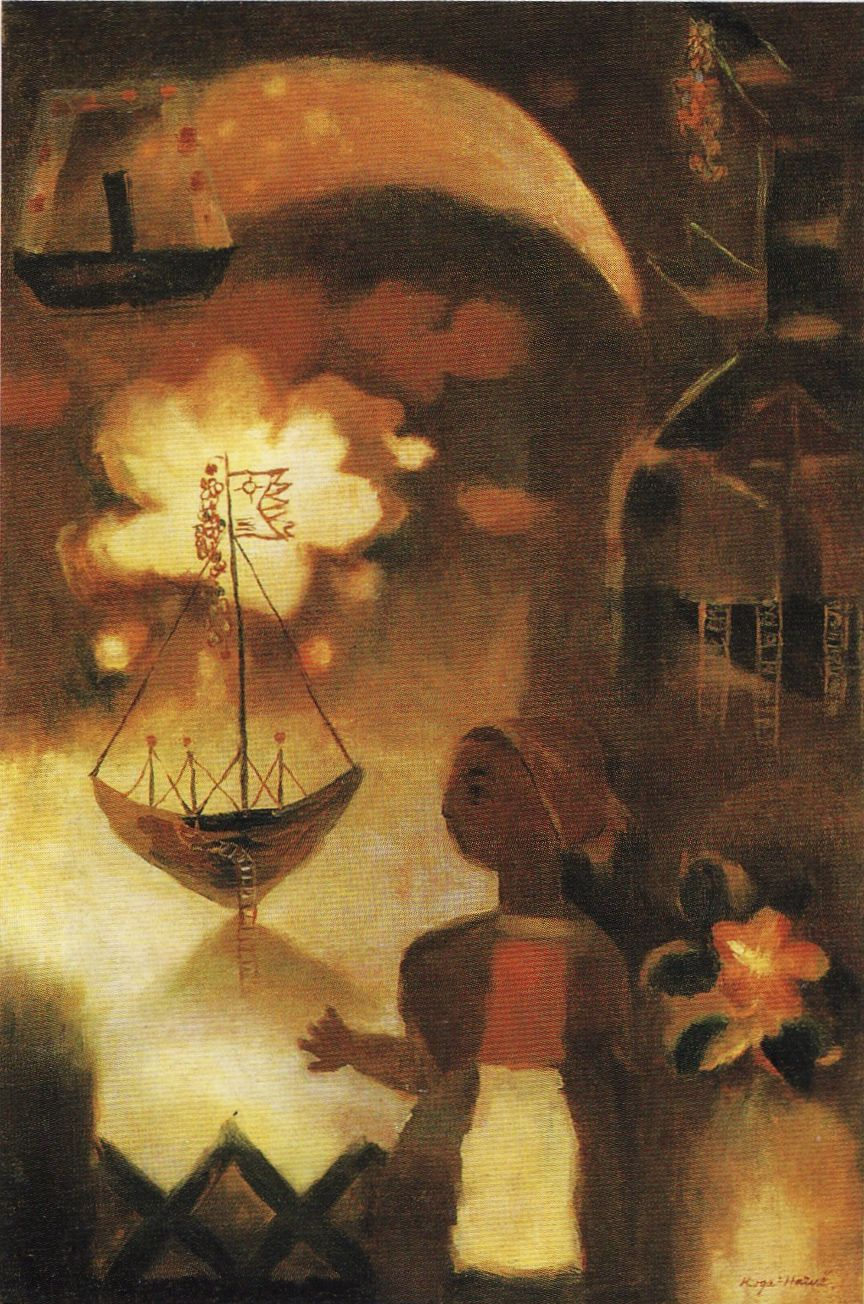
古賀春江『煙火』。

古賀は脳の病のため1933年（昭和8年）8月1日から帝大病院島薗内科に入院した。古賀はその約1年半前から病気がちであったが、妻の懇願も聞かず病院の診察は受けていなかった。川端が8月末に病院に見舞いに行った際には、古賀はすでに高熱で意識朦朧となっていて、そのまま危篤状態が続いて友人ら（東郷青児、阿部金剛、高田力蔵）の輸血などの様々な治療の甲斐なく9月10日の午後2時50分に38歳で亡くなった。古賀は入院中も病床で詩を書き、水彩画を描き続け、多い日には10枚も描いていた。古賀の遺体を死亡室に運んでいる時に見た古賀の目は〈白眼を見開いてをり〉、川端はすぐさま古賀の瞼をなでて〈その眼をふさがせてやつた〉という。
川端は『末期の眼』の中で、古賀の絵画を偲びつつ、〈前衛的な制作を志し、進歩的な役割をつとめようとする思ひに駆られ、その作風の変幻常ならずと見えたため、私同様彼を「奇術師」扱ひにしかねない人もあらう〉と古賀の画家生活と似通う自身のそれまでの文学に触れているが、そうした過去の方法論から離れた後も古賀の絵画を愛し続け、古賀の当時の前衛絵画の代表作の一つで1927年（昭和2年）に創作された『煙火』を川端はずっと愛蔵していた。
川端は古賀と知り合ってまだ間もない頃に、座り込んで原稿を書く時の慰めになればと淡彩画『朗らかな春』（1930年）をもらい、その後再び、古賀の動坂の家の2階にて、どれでも好きな絵をくれると油絵を5、6点見せられて、一番後に『煙火』（1927年）を見せてくれたという。

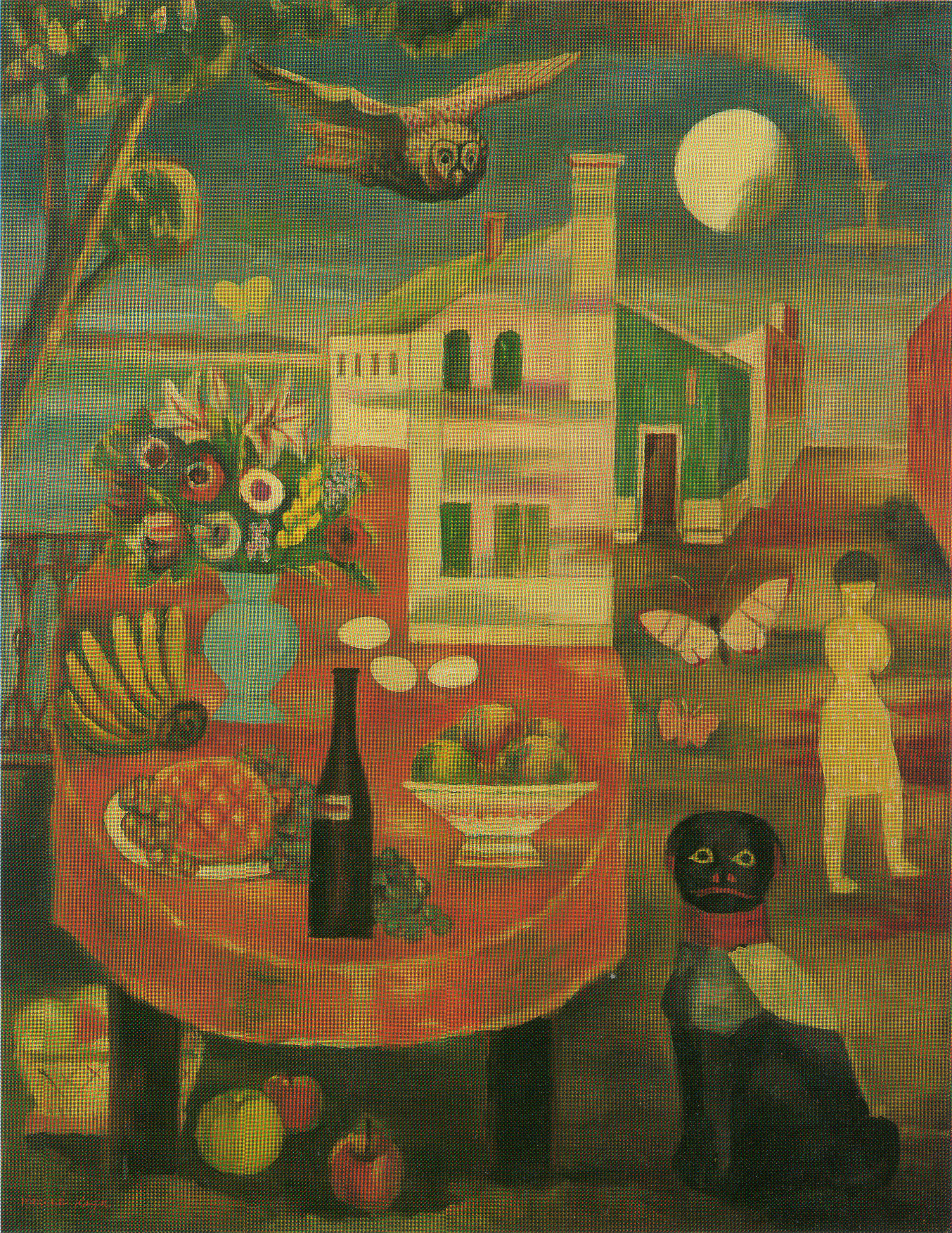
古賀春江『素朴な月夜』。

古賀の代表作『煙火』を〈古賀一代の名作〉だとする川端は、その他、〈ポオル・クレエ風の時代〉の古賀の代表作の一つである『素朴な月夜』（1929年油彩）なども所蔵し、〈古賀のたびたびの変貌、巡歴、あるひは探索のうちで、私はクレエ風の絵を最も愛好してゐる〉として、〈ここに古賀の素生が開花してゐると思ふ〉と述べている。古賀の絵画が川端作品に与えた影響とも見られるものとしては、小説『抒情歌』（1932年）で表現されている龍枝の予知夢の描写に、古賀の絵画の構図と共通する視点の風景描写も垣間見られることも指摘されている。また川端は、古賀が地震避難用に作っていた頑丈なテーブルを古賀の死後に譲り受け、〈古賀さんの地震机〉と名付けて所有していた。
古賀について川端が言及した随筆は、『末期の眼』以外に『作家との旅』（1934年）、『「古賀春江」詩画集跋』（1934年）、『古賀春江と私』（1954年）などがあるが、晩年の1968年（昭和43年）12月のノーベル文学賞受賞講演『美しい日本の私』の中でも古賀に触れて、『末期の眼』で語ったように〈死にまさる芸術はないとか、死ぬることは生きることだとかは、口癖のやうだつた〉古賀の仏教的・東洋的な死の見方を挙げつつ、二度自殺を企てたことがあるとされる一休禅師の話に言及して、一休の書「仏界入り易く、魔界入り難し」に惹かれたことを語った。

#### 梶井基次郎
川端と梶井基次郎との関係は、2歳年下でまだ無名作家だった梶井が川端の掌の小説『心中』（1926年）に心酔し、すぐに讃辞的な実験作『川端康成第四短篇集「心中」を主題とせるヴアリエイシヨン』を書いて以降、川端が滞在していた湯ヶ島温泉に直接赴いて会いに行き交流が始まった（詳細は川端康成第四短篇集「心中」を主題とせるヴアリエイシヨン#作品背景を参照）。
梶井は川端の『伊豆の踊子』が収録される短編集の校正を手伝い、その本に『十六歳の日記』もぜひ収録するべきだと強く勧めて実現化したため、〈私自身が忘れてゐた作を梶井君が思ひ出させてくれた〉と川端はそのことを感謝した。梶井はその後も、熱海に移った川端の家にも遊びに行くなど交流したが、川端がこの『末期の眼』を発表する1933年（昭和8年）の前年の1932年（昭和7年）3月24日に梶井は結核の悪化により31歳で亡くなった。梶井の死後に川端は梶井の人柄にみえた〈高貴な深さ〉にも触れている。
梶井が川端について発言している書簡類は、川端秀子夫人宛の書簡を含めて50通以上もあり、友人たちへ手紙では川端の動静を伝えたり、川端の作品に対する親愛の情や評価を語ったりするものがほとんどであった。湯ヶ島において梶井が友人の淀野隆三に宛てた手紙の中には、「僕は此の頃益々川端氏のものを愛すると共にますます厳しい批判をしてゆき度いと思つてゐる」という川端への強い傾倒ぶりも書かれていた。
川端も梶井との交流を随筆『「伊豆の踊子」の装幀その他』（1927年）、『熱海と盗難』（1928年）などで折に触れて書いており、梶井の小説『愛撫』（1930年）や『闇の絵巻』（1930年）などを高評価した。梶井の死後には『末期の眼』以外に『梶井基次郎全集』（1933年）、『文学的自叙伝』（1934年）、『梶井基次郎』（1934年）、『川端康成全集第14巻 独影自命』（1970年）でも梶井について述懐している。

#### 竹久夢二

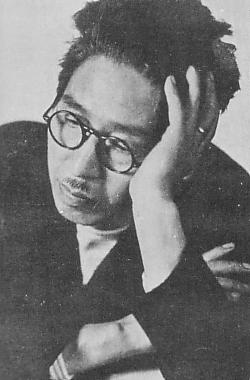
『竹久夢二ポートレート』（1932年撮影）。

川端は、1929年（昭和4年）9月に秀子夫人と共に伊香保を再訪したが、そこで榛名湖畔に別荘を建てるため伊香保に来ていた竹久夢二と偶然に出くわした。明治から大正初めにかけて一世を風靡した夢二であったが、当時の夢二はすでに世間的には第一線を退いた過去の人であった。
夢二の作品が好きだった川端は、それ以前に芥川龍之介の弟子の渡辺庫輔に連れられて、夢二の家を訪ねたことがあり、その時に夢二が不在で会えず家人の女性だけ見たことを『末期の眼』でも回想しているが、その女性は夢二の3人目の女の佐々木カネヨ（お葉）であった。
そのお葉にも去られた夢二の晩年は、川端が伊香保温泉で出くわしたように女学生と遊ぶ老いた姿であった。そうした〈思ひがけない姿〉から、結婚離婚を何度も繰り返した劇作家のストリンドベルヒの恋愛悲劇について想起するなど、両者の類似性を川端は連想している。
夢二はそれから2年後の1931年（昭和6年）5月から渡米し、1年間ほど滞在してカリフォルニア大学などで展覧会を開くも不発に終わった。翌1932年（昭和7年）9月から渡欧した夢二は、約1年間ヨーロッパの様々な都市を巡って、台湾にも赴いた講演の旅をしたが、結核を患ったためにその後は病床生活となった。そして川端が『末期の眼』を発表した翌1934年（昭和9年）に満49歳で亡くなった。

#### 横光利一
川端と横光利一は年齢も一つしか違わず、新人時代に同じ新感覚派で同人誌『文藝時代』の同志でもあった仲であるが、両者の文学には、抒情派と構成派、軟派と硬派、包摂的と戦闘的、女性的と男性的、和文的と漢文的、などと違いを比較される傾向があり、その差異や異質性が取り上げられることが多いながらも、川端は横光への理解や親和を示し続けていた。
川端を含めた多くの作家にとって1927年（昭和2年）7月の芥川龍之介の死は衝撃であったが、横光にとってもそれは時代と文学との底知れない不安を抱かせ、芥川の虚無の影響からポール・ヴァレリーの『ダヴィンチ方法論序説』に刺激を受けた。横光は生前の芥川から、「君は上海を見ておかねばいけない」と勧められていたほど、芥川に代わる次の時代の純文学の理論的存在として昭和初年代の文壇における中心的存在と目されていた。
芥川の助言を胸に横光は翌1928年（昭和3年）4月から1か月ほど上海に滞在し、小説『上海』（1928年 – 1931年）を書き上げるが、『上海』を最後に新感覚派的な文体をやめて、改行のほとんどない文体で、目に見えぬ機械に押し進められるような「私」の心理の動きを描いた画期的な小説『機械』（1930年）を発表する。
川端は『末期の眼』において芥川龍之介の傑作『歯車』について触れた後、朋友の横光が『機械』という傑作を書いた当時、幸福を感じると同時に〈一種の深い不幸〉を感じたことを語っているが、この『機械』に〈人間と人間との交錯の、深い凝視〉や〈歯車のやうに動いて行く〉人間の心理、性格の〈運命の複雑な交錯〉を見出した川端は、その作品に自身の人間観・社会観との同一性を感得していたために、そうした感慨があったことも看取され、『機械』の苛酷な世界の人間洞察は、川端がその後に書いた『禽獣』に見られる〈非情〉の眼とも共通するものが見られることも指摘されている。
横光が『機械』を発表した約2年半後の1933年（昭和8年）4月にも川端は、同じくその作品（『蟹工船』や『地区の人々』など）を高く評価した小林多喜二の死を引き合いに出し、〈死せる小林多喜二氏よりも生ける横光利一氏を不幸と感じる〉とも述べていたこともあり、横光の小説家としてのその後の苦難・格闘の人生が透視できていたことが窺われる。
そして横光利一と小林多喜二に関する時評を書いた直後には、川端が〈深く揺ぎないもの〉とその農民小説を高く評価していた佐左木俊郎が32歳で亡くなってしまい、同年6月の時評では、〈土百姓を知り過ぎてゐた。親しみ過ぎてゐた〉ために〈左傾しにくかつた〉佐左木の死を悼まなければならなかった。
なお、横光は翌1934年（昭和9年）に長編の『紋章』を発表し、青野季吉から「知識人の復活の宣言と見なすことが出来る」と評価され、「われわれの日常実感にたいする『紋章』の芸術的現実からの攻撃、横光氏によつて実現された新しい必然性からの攻撃」とも指摘されるが、川端はその青野の評価に賛同しながらも、〈人々は余りに横光氏の作品を解かうとして、感じることを忘れがちではないか〉と疑問を呈し、〈作風は野望に溢れ、また天才が流れてもゐるであらうが、さういふものがこれほど純朴な表情を湛へてゐることの美しさの方が、遙かに私を動かす〉と評した。川端には文壇の一般が〈総掛りで横光氏を後退させようとうしろから引つぱつてゐる〉ように見えていた。
横光は1947年（昭和22年）12月30日に49歳で病没するが、横光がその晩年10年をかけて力を注いだ未完の長編『旅愁』（1937年 - 1946年）について川端は、〈東洋と西洋、伝統と科学など困難な根本問題を、小説の主題としたのも日本人としての横光の悲壮な宿命であつた〉とし、〈『旅愁』の訴へる問題は今日にもつながつてゐる〉と、後年の1968年（昭和43年）に振り返っている。

### 昭和8年の分岐点
『末期の眼』が発表された1933年（昭和8年）には、前述のように川端が高く評価していた小林多喜二や佐左木俊郎が没し、親しかった古賀春江も亡くなった年である。前年にはその〈高貴な深さ〉を愛した梶井基次郎もすでに亡くなっていた。
1933年（昭和8年）には、川端の中期を代表する『禽獣』や、異色作『散りぬるを』も発表されているが、その2年前の1931年（昭和6年）の暮あたりから1933年（昭和8年）にかけ、川端は自身の心の〈荒涼〉や〈衰へ〉をいくつかの書簡や随筆などに綴っており、〈日頃小生の心的風景はまことに荒涼を極めて居まして〉、〈自殺者じみた荒涼たる私の心の日々〉、〈その頃、なにかと心衰へてゐた私は〉などの文言がみられた。
1932年（昭和7年）の2月か3月初め頃には、過去に〈非常〉の婚約破綻事件のあった伊藤初代が突然と川端宅を訪ねてくるという出来事があり、その思いがけない10年ぶりの再会と、生活に疲れ果て少女の面影を無くした初代の変貌ぶりで「偶像」を失い、川端の心に大きな波紋を残したこともあった（詳細は伊藤初代#川端との10年ぶりの再会を参照）。
また、新興芸術派もプロレタリア派のどちらも含めた日本の文壇全体が〈一つの整理期に足踏みしてゐた〉という認識をその時期に持っていた川端は、自分自身の生活や文学の中にもそうしたものを感じていた流れで、それまでの自身の歩みを1934年（昭和9年）5月発表の『文学的自叙伝』で総括的に振り返って整理している。
そうした心の〈荒涼〉や〈一つの整理期〉の意識、思いがけない出来事による絶望感、小説家としての模索などが、川端にとっての一つの分岐点や転換期になっていることが、その時期の言動や作品の内容から指摘されている。
そして『末期の眼』を含めた1933年（昭和8年）の川端の作品には、自身の「生の衰弱」の意識から「芸術と生」（芥川龍之介がいうところの「芸術」と「生活力」）という二律背反するものの関係性の問題意識や、小説の方法論に対する模索の方向性が看取され、それがその後の1935年（昭和10年）から連載された『雪国』で独自の方法を獲得する流れに繋がっていったことが川端文学の変遷から見えてくる。
なお、昭和の文学史的にも1933年（昭和8年）という年は興味深い年だともいわれ、6月に谷崎潤一郎の一つの頂点ともいえる名作『春琴抄』が発表された年でもあった。

## 作品評価・研究
※川端康成の作品や随筆内からの文章の引用は〈　〉とする（論者や評者の論文からの引用部との区別のため）。
『末期の眼』は、川端康成の中期を代表する随筆であり、川端の本音・覚悟が看取される随想として、川端の存命中から短編小説『禽獣』と同様に作家論の足がかりにされてきた作品であるが、川端自身はそのことに対して非常に嫌悪を示していた。
例へば私が批評を受ける場合は、例外なくと言つていいほど、『末期の眼』を引合ひに出されるが、そのたびに私は渋面をつくり、嘔吐をもよほすほどだ。批評する人の責任ではなく、私自身の責任であらう。私は「末期の眼」と短篇の「禽獣」とが大きらひだ。たびたび批評の足がかりとされたのも、嫌悪の一因かもしれない。「末期の眼」に自分をよく語れたと私は思はない。小説のモデルや事実を穿鑿、忖度されるのと同じやうないやさだ。—川端康成「あとがき」（『川端康成全集第16巻 随想集』新潮社、1954年4月15日）
『末期の眼』が本格的に独立して論じられるようになったのは昭和40年代以降であるが、そこでも『禽獣』とともに論究されることが多い傾向がみられ、処女作の『十六歳の日記』で看取される冷静な観察眼との関連で論究されることも多い。
また、芥川龍之介の示す「末期の目」について考察するとともに、川端独自の芸術観や文学観、死生観を深く掘り下げている論究もみられ、古賀春江の作品と通底する東洋・仏教的な芸術観、〈をさなごころ〉〈虚無を超えた肯定〉などについての論究もみられる。
さらには、『末期の眼』の中の〈いかに現世を厭離するとも、自殺はさとりの姿ではない。いかに徳行高くとも、自殺者は大聖の域に遠い〉という一節をノーベル文学賞受賞講演『美しい日本の私』において引用しつつ、再び自殺には賛美も共感もしないと述べたこともあるが、一休禅師を語った晩年の『美しい日本の私』に見られる「禅」の境地との関連や、「魔界」との関連なども指摘されている。
このように『末期の眼』は川端文学を論ずる際に避けることのできないものの一つで、川端の芸術観を構成する重要な要素ではあるものの、川端の多様な作品世界のすべてを『末期の眼』に照らして論ずることもまた偏った理解になる危険性も指摘されている。
三好行雄は、『禽獣』との関連で言及し、「『末期の眼』は『禽獣』のほぼ正解な絵解き、註解にさえちかくなる。あるいは逆に、『禽獣』を『末期の眼』にたくされた想念の形象化として見ることもできる」として、両作品を「ほとんど同胎の双生児だったといえよう」と論考している。
中村光夫は、三好行雄との対談において『末期の眼』について問われ、「『末期の眼』という文章は、それはりっぱな文章だと思う」としつつも、それに川端の「創作理論」などを求めるのは「一面的になりすぎる危険がある」としている。
川嶋至は、川端が伊藤初代と再会した際の失望的な心境が、『禽獣』や『末期の眼』が生れた遠因になっているとし、彼女との再会による深い幻滅が川端の文学観にも大きな影響を及ぼし、川端の作風の変化に表れたと考察している。また『末期の眼』の中で竹久夢二の家を訪ねた時に見た女性（佐々木カネヨ）について記した段落部で〈画家がその恋人が変れば、絵の女の顔なども変るのは、おきまりである。小説家だつて同じだ〉と言った心境のように、作中の女性の描き方が以前の『伊豆の踊子』のような抒情的な理想の美しい少女から、『禽獣』の千花子のような「無残」な描き方も加わるようになったとしているが、川端の言うように『末期の眼』や『禽獣』だけを川端文学全般の〈批評の足がかり〉にするのも偏った見方になるとしている。
川嶋は、川端が『末期の眼』で〈すべてのものごとは、後から計算すると、起るべくして起り、なるやうになつて来た〉とする認識を〈神のありがたさ〉あるいは〈人間の哀れさ〉として受け入れる覚悟を語り、「〈天の理〉に従ってゆれ動く万物を、じっと見つめること」、「〈末期の眼〉でものを見ること」、「〈非情の眼〉で万物の瞬時の生命を捉えること」を『末期の眼』や『禽獣』で現したと考察している。
山本健吉は、川端文学の特色や川端が少女の舞踊に美を見出していることの論評の中で、川端の〈末期の眼〉にも触れて以下のように考察し、〈末期の眼〉を「絶えず死を意識することによって磨きすまされた、虚無的な眼」だとしている。
また山本は、「おそらく常に死と隣り合った、あるいは死が生であり、生が死であるような地点に、ほのぼのとした、童話じみた詩情の世界を、氏は夢見ているのであろう」とも解説して、そうした世界を捉えるものが〈末期の眼〉だと仮定した上で、〈末期の眼〉に向って「澄み切ろうとするところに」『雪国』や『千羽鶴』や『山の音』が生まれたと言えるのではないかと考察している。
板垣信は、川端の言う〈末期の眼〉を「たえず死を念頭におくことによって純化され、透明化される意識や感覚で自然の諸相をとらえ、美をみいだそうとする認識法」であるとし、その〈末期の眼〉の認識の体現者として設定されたのが、短編小説『禽獣』の主人公の〈彼〉であったとし、その眼に映る美が、山本健吉が指摘したような「すぐその後に崩壊が待ちかまえているような、はかない美しさであり、そのはかなさのゆえに、いっそういとしまれるような美しさ」であっても不思議はないとしている。
広島一雄は、川端が古賀春江と梶井基次郎を回想する際に、〈女との間には、生別といふものがあつても、芸術の友にあるのは死別ばかりで、生別といふものはない〉と語った部分について、川端が〈女との間には、生別といふものがあつても〉と書いた時に想起されたのは伊藤初代の顔だっただろうと推察している。また、その〈生別〉に対し〈芸術の友にあるのは死別ばかりで、生別といふものはない〉の意味しているものは、芸術の永遠性を語ったものではないとして、川端が『散りぬるを』（1933年 – 1934年）で作家を〈無期懲役人〉と規定する「心の反映」であり、「無期懲役人として、同じく芸術の獄窓に繋がれている者に生別などありえない」という意味だと考察している。
そして広島は、川端が自身と古賀の共通性を示すため、〈奇術師〉を呼ばれるような表面的な作風の変幻性の、その内奥の心の底には〈東方の古風な詩情〉、〈仏法のをさな歌〉が流れていることを長く語っていることから、「古賀を語ることは同時に川端自身を語ることでもあった」と解説し、死期が近い発狂状態で格闘するように絵を描き上げた古賀の振舞いに〈超自然ななにものか〉を感じた川端が古賀の作品の中に認めた〈末期の眼〉について以下のように考察しながら、〈末期の眼〉が芸術の極意を示しつつも別の言い方で「微妙な均衡を保とうとしている」姿勢は、1933年（昭和8年）という不安な時代に書かれたことと無縁でなく、その時代に「耐えるために必要な姿勢」でもあったとしている。
高橋新太郎は、川端の嫌悪にもかかわらず『末期の眼』が川端の代表的随筆として評価されているのは、そこで語られる〈虚無を超えた肯定〉の響きに「あり得べき芸術家の、極限にまで高められた一つの透徹した声」を人々が聴き取り、純文学の危機や更生が求められ、希望が失われつつあった当時の文壇的風土において『末期の眼』は、「文学の苦行道に生きる者の覚悟」が唱われた「一種の心境小説」とも読まれ、人は『末期の眼』に「友情の鼓舞」をすら感じた可能性もあったのではないかとしている。
そして高橋は、〈末期の眼〉という表語自体が「川端の作家的資性を伝えてあまるところのない恰好の語」でもあり、〈末期の眼〉とは「生と死のあわいに放たれる非情に抒情する眼」であり、「死を領有した者が生をふりかえる眼」だとし、川端の「みとりの美学」の誕生でもある『十六歳の日記』をはじめとした種々の作品にみられるような「人間を、禽獣を、志野の茶碗を、ひとしなみに一つの風景にとらえる眼」「人生を風景化する眼」だとしている。
進藤純孝は、川端が横光利一の『機械』について触れたところで、横光が『機械』を発表した当時に〈一種の深い不幸〉を感じたことを語っていたのは、川端自身が同じく実験的な傑作『禽獣』を書いたことと重なる面があるとし、川端の『禽獣』を読んで、〈なにかしらの不安を覚え、ぼんやりした憂ひにとざされた〉読み手もいただろうと考察している。よって『禽獣』に続いて、この『末期の眼』が発表されたことで、その川端にも〈死の予感〉を見て、それを〈足がかり〉に川端文学を論じる傾向が出たのも無理はなかったとしつつも、「川端が、自身の筆が吸ひとつた〈一つの陰影〉に見たものは、〈末期の眼〉と言つてしまつては、余りに鮮やかな片づけ方になりはしないか」として、それはもっと把握するのが難しく、「川端自身の文学愛をかきたてずにはゐない、何ものか」だったと推察している。
三枝康高は、芥川龍之介が『侏儒の言葉』で語った「人生を幸福にする為には、日常の瑣事を愛さなければならぬ。（中略）しかし、瑣事を愛するものは、瑣事の為に苦しまなければならぬ」といったパラドックス的な文言や、『点心』での「芸術活動はどんな天才でも、意識的なものだ」という言葉などを引きながら、「日常の瑣事」に拘泥しなければならなかった芥川が「芸術活動に対しても意識的であり、作為的であることによって、同様にこれを愛し、これに苦しんだに相違ない」とし、しかし自殺を決意し「末期の目」を得ていた頃の芥川には「もはや意識的でも、作為的でもある必要はなかった」と考察しつつ、それゆえに川端が『末期の眼』の文中で〈自分自身にさへ、まことの芸術家たれと望めないのも反つて良心的ではあるまいか〉、〈頽廃は神に通じる逆道のやうであるけれども、実はむしろ早道である〉と語っていたのではないかと推察している。
さらに三枝は、芥川が晩年での『侏儒の言葉』の中で「芸術家は何時も意識的に彼の作品を作るのかも知れない。しかし作品そのものを見れば、作品の美醜の一半は、芸術家の意識を超越した神秘の世界に存してゐる。一半？ 或は大半と云つても好い」と『点心』での言葉と相反するようなことも述べつつ「我々の魂はおのづから、作品に露るることを免れない。一刀一拝した古人の用意は、この無意識の境に対する畏怖を語つてはゐないであらうか」、「芸術は妙に底の知れない凄みを帯びてゐるものである。（中略）我々も金を欲しがらなければ、又名聞を好まなければ、最後に殆ど病的な創作熱に苦しまなければ、この無意味な芸術などと格闘する勇気は起らなかつたかも知れない」とも語っていたことに触れ、その感覚を捉えた芥川の病者の眼のような「末期の眼」が川端のものになった場合には、「作家の眼」として受け継がれていたとしている。
また三枝は、川端が〈なにかしらの不安〉や〈一種の深い不幸〉を感じた横光の『機械』と、川端自身の『禽獣』の関係性については、横光が「内面的思考の絡みあった脈絡を、構成的な技法のうちに執拗に追求する作品」である『機械』を転機として打ち出した時に、川端もまた『禽獣』を発表して「オートマティズムにも似た手法を用いて、生命への愛情をこめた虚無感をたたえることとなった」と解説している。
大久保典夫は、幼い時から次々と肉親の死を体験した川端が、最後の肉親の祖父の臨終までを活写した『十六歳の日記』に看取される「いささかの感傷もまじえず、冷徹につづった恐るべき文章」の中に、「不幸を不幸と感じなくなるほど見つづけてきた少年の〈末期の眼〉」があるとし、そうした「孤児の目」が川端文学を貫いていると解説している。
白川正芳は、川端が物心つかない頃に父母を亡くし、その後も祖母、姉、祖父と次々と肉親に死なれ、孤児となった後も親戚など親しい人達の葬式に家を代表して参列するなど、幼少期から多くの死を見てきた川端の生い立ちに触れながら、死を目前とする祖父を描いた『十六歳の日記』の中にすでに川端独特の「物静かな観察眼」が現れていたことや、若いにもかかわらず自然と仏事に詳しく葬式の代参を頼まれた従兄から〈あんた、葬式の名人やさかい〉と笑い交じりに言われて自分の〈身に負うてゐる寂しさ〉を自覚する『葬式の名人』（1923年）の悲哀の書き方から、「川端康成の〈孤児〉の意識、哀しみは感傷を排除したところの徹底した非情とさえいってよい性質のものであった」と指摘し、のちに確立した川端の日本的な夢幻の文学の背後には、人生の当初から「おびただしい死を見てきた人間」が培った〈末期の眼〉があると考察している。
登尾豊は、「川端が生いたちのなかでひとりでに掴まされた、自他の距離の感覚とそれを甘受する諦めとはまさに『末期の眼』そのものであった」として、川端の〈末期の眼〉がすでに現れていた作品が処女作の『十六歳の日記』であると指摘し、「それが言葉をもちえたのは、これが読者を予想しない『日記』だったからである」と考察している。
今村潤子は、芥川龍之介が遺書を残したことを川端が〈芥川氏の死の汚点だ〉と言いつつもその遺書を長く引用し、そこに書かれた「末期の目」を〈あらゆる芸術の極意〉だと語っていることや、作家としてはさほど尊敬してはいなかった芥川の作品群を〈博覧強記の詐術的魔剣の所産〉と批判する一方で、こと『歯車』に関しては〈発表当時に私が心から頭を下げた作品〉だと評価していることに触れ、その『歯車』と『西方の人』が〈末期の眼〉の意識で書かれたものゆえに川端が認めていることが注目すべき点だとしている。
また今村は、その〈末期の眼〉で捉えた意識がすでに川端の処女作『十六歳の日記』で見られるとした上で、「厳然として死に屹立した人のみに与えられるもの」である〈末期の眼〉が捉える世界は、芥川の言う「美しい自然」の世界（換言すれば「純粋世界」）であり、〈末期の眼〉が〈あらゆる芸術の極意〉だと語る川端の言葉には、「死を賭して、物事の真髄に迫ってゆこうとする芸術家魂の気迫」があるとしている。
そして、芥川の芸術至上主義が顕著な『地獄変』（1918年）と、〈一芸に執して、現実の多くを失つた〉本因坊秀哉名人を描いた川端の『名人』（1942年 – 1954年）の世界に近似があるとして、「芸道への没我の純粋性」の生き様が看取されるその世界観は川端の「魔界」の顕現であり、『名人』の「自己投企の純粋性」は芥川の『地獄変』の絵師良秀の中にも見られると今井は考察し、〈末期の眼〉を接点として、芥川の「芸術至上主義」と川端の「魔界」が「一本線で結ばれる」としつつも、両者の決定的な違いにも触れ、芥川が〈末期の眼〉の意識を持ったのは死の数か月前であり、その時はすでに〈末期の眼〉の意識で「生きるエネルギー」を失くしていたのに対して、川端が〈末期の眼〉を意識的に自覚したのが芥川の遺書に接した機会であったとしても、川端はそれを芸術論にまで高めて「再生」のエネルギーにしていると論じて、〈自然がこんなにあざやかに見えるのは、私の心にある死のせゐかもしれなかつた〉と言う場面がある『生命の樹』（1946年）を解説した長谷川泉の論を敷衍しながら川端が1945年（昭和20年）4月に特攻隊基地（鹿屋航空基地）で過ごした体験を素材にした『生命の樹』にも〈末期の眼〉で見た自然の美しさが描かれていると解説している。
川西政明は、三島由紀夫が川端の『禽獣』について「作家が自分のうちに発見した地獄が語られたのだ」として、『禽獣』以後の川端が「極度の道徳的無力感のうちにしか、生命力の源泉を見出すことのできぬ悲劇的作家になる」と指摘したことを敷衍し、この三島の指摘を川端が受容できないながらも否定することもできなかったことに触れつつ、『末期の眼』と『禽獣』から看取できるのは、当時の川端が芥川の晩年1927年（昭和2年）の『玄鶴山房』『歯車』『西方の人』などの「位置」に近づいていたことと、芥川に対する「いたわり」のようなものが感じられるとして、その後の川端文学への道程を考察している。
千葉俊二は、『末期の眼』が当初は「小説作法」について書く評論文の予定が、いざ執筆に取りかかると、芥川龍之介や古賀春江などの死についての川端の様々な想念や回想が次々と綴られてしまったことから、「いわばこれは書き手の意思をこえて溢れだした無意識的な情動に身を任せてそのまま書いた」随筆であり、「当時の川端の内面を照らしだす鬼気迫るような一篇」になっていると評している。
なお、かつて堀田善衛が『群像』誌上での川端の「傷の後」（『山の音』の章）の合評の際に、モーリス・ブランショのパスカル論を引きつつ『末期の眼』に言及し、「ヴァレリイがパスカルのことをいわば人類の敵であるというに近いはげしい言葉で言ってるでしょう。そういうものとなにか似たようなものをちょっと感じます」とし、学生時代に川端の『末期の眼』を読んだ時に「ヴァレリイ＝パスカルとはちがうけれど、人類の敵だという印象を受けたことがありますがね」と語ると、三島由紀夫が「確かにそうですよ。こういう作品は絶対に人類の敵ですよ」と応え、亀井勝一郎も同調して「敵だよ」と言って3人で笑い合っていたことがあった。
この3人の合評について平野謙は、川端が堀田善衛などから「人類の敵」と目されるにいたった事情は、「現代文学の性格解明のためにたしかに探求にあたいする」と述べていた。これに関し谷沢永一は、堀田善衛が想起したのはフレデリック・ルフェーヴルの『ポオル・ヴァレリイとの対談』〈訳・岩田満寿夫〉（日下部書店、1943年10月）で、そこでヴァレリイが「正直言って、わたしはパスカルのうちに、大革命当時の言葉を借りれば、一種の人類の敵を感じるのです。人類の敵、つきつめて言えば宗教の敵に近いもの、つまり宗教の人間的な面の、ということです」（訳・滝田文彦）と語っていることを解説しつつ、「人類の敵」の意味は、ヴァレリイの「『パンセ』の一句を主題とする変奏曲」と、その「ノート」を併せて、ヴァレリイが語った文脈全体から読解しなければならないとしている。
三島由紀夫は自身の死（三島事件）の8か月前に川端全集の月報で『末期の眼』に触れ、「昭和八年といふ、昭和史のもつとも危機感にあふれた時代」に書かれて、なおかつ古賀春江や芥川龍之介の死の直前の文章などに関わっていることで「一種の鬼気」を帯びた『末期の眼』の文章を、「あの時代の中に置くと、黒い水のおもてにうかんだ油の一滴が虹を放つてゐるやうに見える」とし、「他人の死によつて川端氏は時代に耐へて来たのではあるまいか」という少し棘や毒を含んだ感想を述べている。
そして三島は、「死・芸術・女などにからまる何人かの芸術家の思ひ出話」の間に散りばめられた断想が、川端の「自らの人生と芸術を告白したもの」ということは分かるが、そこには「熱心な告白者の面影」などが全く見られず「告白自体があるどうでもよい呟きのやうに投げ出され」、読者がひとたび川端の精神の中へ歩み入ると、「目的地」を教えはしない「不忠実な案内人」を伴ったように途方に暮れるとし、そこには「芸術家の死と、その死の直前の目に映る世界の消息」が暗示されているだけで、古賀春江の例のように死に際して「芸術的才能」が一番後まで生き残るという挿話の「不気味さ」は、「芸術的才能を臓器と同じやうに扱ふその没価値的な目の怖ろしさ」にあり、〈末期の眼〉が「芸術の極意」だと言われると分かったような気がするが「結局はわからない」としている。そしてそれは川端の「筆到」が「わからせようといふ親切」を欠いており、末期の「最終的な体験を臨終の人間はおそらく伝へることができないであらうから、芸術の極意とは決して人に伝へられぬものである」というだけの意味にもなってしまうとしている。
村松剛は、三島がこうした川端に対する棘を含んだ解説をしたことに関して、三島が前年の1969年（昭和44年）の11月3日に開催する「楯の会」結成1周年記念パレードの祝宴での祝辞を夏から川端に依頼し、10月にも川端家に招待状を持って直々に出向くもにべもなく断られて悲嘆に暮れ、川端が今東光の選挙応援や演説に熱心に走りまわっていたことから快諾してもらえると期待していただけに川端の態度に三島が失望していた事情が関係していたとしている。
三島の『末期の眼』解説を川端がどのように受け取ったのかは不明ではあるが、その半年後の1945年（昭和45年）10月に川端は『末期の眼』に加筆・修正を施そうとしていて、ポール・ヴァレリーのプルースト論の引用部の他の日本語訳文を探して村松剛に教えてほしいと手紙を出しており、生島遼一訳文のコピーと、それを川端の文体に馴染むように村松が調整した文章を、11月初旬に川端に送ったという。

## おもな収録刊行本

### 単行本
- 『純粋の声』〈新撰随筆感想叢書〉（金星堂、1939年6月18日）
  - 四六判。紙装本
  - 装幀：一木弴
  - 収録作品：「神津牧場行」「伊豆序説」「伊豆温泉記」「伊豆湯ヶ島」「山中湖畔野鳥行」「作家との旅」「信濃の話」「五月の手帳」「末期の眼」「北條民雄」「直木三十五と碁」「芥川龍之介氏と吉原」「若山牧水氏と湯ヶ島温泉」「朝鮮の舞姫崔承喜」「菊池寛氏の家と文藝春秋社の十年間」「新東京名所」「本門寺御会式」「わが犬の記」「愛犬安産」「愛犬家心得」「純粋の声」「文章について」「旅中文学感」「成瀬巳喜男監督に映画を聞く」
- 『文章』（東峰書房、1942年4月17日）
  - B6判。函入
  - 装幀：林芙美子。付録：川端康成「あとがき」
  - 収録作品：「四つの机」「純粋の声」「文学の嘘について」「加藤健詩集の序」「わが愛の記」「末期の眼」「愛犬安産」「現代作家の文章」「満州の本」「岡本かの子序説」「五月の手帳」「綴方の話」「呉清源著『莫愁』の序」「文章について」「徳田秋声氏の『仮装人物』」「佐藤信衛著『心と形』の序」「文章」「今日の小説」「旅中文学感」「綴方について」
- 『純粋の声』（大地書房、1947年1月25日）
  - B6判。紙装本
  - 収録作品：「末期の眼」「綴方について」「綴方の話」「旅中文学感」「純粋の声」「徳田秋声氏の『仮装人物』」「徳田秋声氏の『縮図』」「岡本かの子序説」「北條民雄」「直木三十五と碁」「伊豆温泉記」「山中湖畔野鳥行」「本門寺御会式」「信濃の話」「わが犬の記」「愛犬安産」「愛犬家心得」

### 選集・全集
- 『川端康成集第1巻 随筆・批評集』（改造社、1934年10月19日）
  - 四六判。変形桝型本。函入
  - 装幀：芹沢銈介。題簽：菅虎雄
  - 収録作品：
    - I 「わが犬の記」「愛犬家心得」「私の犬」「ワイヤア倶楽部」「生物趣味」「わが舞姫の記」「舞踊界実際」「『伊豆の踊子』の映画化に際し」「映画見物記（上・下）」「四撮影所の門」「直木三十五と碁」
    - II 「伊豆序説」「伊豆温泉記」「伊豆天城」「伊豆温泉六月」「伊豆湯ヶ島」「燕」「『伊豆の踊子』の装幀その他」「本門寺御会式」「新東京名所」
    - III 「末期の眼」「現代作家の文章」「走馬灯的文章論」「文章に就いて」「若山牧水氏と湯ヶ島温泉」「芥川龍之介氏と吉原」「佐々木味津三氏の『呪わしき生存』」「古賀春江詩画集」「梶井基次郎」「池谷信三郎」「作家と作品」
    - IV 昭和六年九月から昭和九年八月までの「文芸時評」の11篇

- 『川端康成選集第7巻 作家と作品』（改造社、1938年9月20日） - 全9巻本選集
  - 装幀：芹沢銈介（愛蔵版）、林芙美子（並製版）。付録：川端康成「第7巻あとがき」
  - 月報（第6回）：古谷綱武「『旅さき』作家」
  - 収録作品：「末期の眼」「『古賀春江』詩画集跋」「芥川龍之介と吉原」「若山牧水氏と湯ヶ島温泉」「梶井基次郎」「池谷信三郎」「直木三十五と碁」「佐々木味津三氏の『呪わしき生存』」「南部修太郎」「十一谷義三郎」、ほか多数

- 『川端康成全集第16巻 随想集』（新潮社、1954年4月15日） - 全16巻本全集
  - 装幀・題簽：安田靫彦。四六判。厚紙装カバー附。口絵写真1枚。付録：川端康成「あとがき」。「年譜」
  - 収録作品：「伊豆温泉記」「新東京名所」「菊池寛氏の家と文藝春秋社の十年間」「わが犬の記」「愛犬家心得」「作家との旅」「末期の眼」「池谷信三郎」「直木三十五と碁」「文学的自叙伝」「作家と作品」「純粋の声」「北條民雄」「十一谷義三郎」「信濃の話」「徳田秋声氏の『仮装人物』」「岡本かの子序説」「秋山居」「真珠船」「片岡鉄兵の死」「武田麟太郎と島木健作」「哀愁」「横光利一弔辞」「天の象徴」「東京裁判判決の日」「ベニスにおける国際ペン・クラブ第二十一回大会に寄す」「芥川龍之介と菊池寛」「山本有三・豊島与志雄・久米正雄」「綴方について」「林芙美子さんの手紙」「私の考へ」

- 『川端康成全集第12巻 純粋の声・文学的自叙伝』（新潮社、1961年8月30日） - 全12巻本全集
  - 菊判函入。口絵写真2葉：著者小影、十宜図――宜暁（与謝蕪村）。付録：年譜
  - 月報（第11回）：山本健吉「川端氏について」。中村真一郎「川端文学と西欧」。〔解説〕中村光夫「批評家川端さん」。〔口絵解説〕川端康成「与謝蕪村『十宜図』のうち『宜暁』」
  - 収録作品：「伊豆温泉記」「新東京名所」「わが犬の記」「末期の眼」「池谷信三郎」「直木三十五と碁」「文学的自叙伝」「純粋の声」「北條民雄」「十一谷義三郎」「信濃の話」「徳田秋声氏の『仮装人物』」「岡本かの子序説」「秋山居」「真珠船」「片岡鉄兵の死」「武田麟太郎と島木健作」「哀愁」「横光利一弔辞」「東京裁判判決の日」「芥川龍之介と菊池寛」「山本有三・豊島与志雄・久米正雄」「綴方について」「私の考へ」「永井荷風の死」「ニューヨークで」「月下の門」「鎌倉の書斎から」「新春随想三篇」

- 『川端康成作品選』（中央公論社、1968年11月30日）
  - 四六判。函入。付録：年譜。注解：磯貝英夫
  - 解説：三島由紀夫「長寿の芸術の花を」。エドワード・G・サイデンステッカー「川端文学の美しき矛盾」。ドナルド・キーン「川端先生と日本の伝統」
  - 収録作品：「雪国」「千羽鶴」「眠れる美女」「美しさと哀しみと」「十六歳の日記」「伊豆の踊子」「抒情歌」「イタリアの歌」「反橋」「しぐれ」「住吉」「月」「夏の靴」「有難う」「末期の眼」「文学的自叙伝」「純粋の声」「哀愁」「横光利一弔辞」

- 『川端康成全集第13巻 末期の眼』（新潮社、1970年3月25日） - 全19巻本全集
  - カバー題字：松井如流。菊判変形。函入。口絵写真2葉：著者小影、清瀧権現
  - 月報（第12回）：三島由紀夫「末期の眼」。田久保英夫「美の彷徨」。〔川端文学への視点（13）〕長谷川泉「『雪国』の彫琢」
  - 収録作品：「伊豆温泉記」「新東京名所」「わが犬の記」「末期の眼」「池谷信三郎」「直木三十五と碁」「文学的自叙伝」「純粋の声」「北條民雄」「十一谷義三郎」「信濃の話」「徳田秋声氏の『仮装人物』」「岡本かの子序説」「秋山居」「真珠船」「片岡鉄兵の死」「武田麟太郎と島木健作」「哀愁」「横光利一弔辞」「東京裁判判決の日」「芥川龍之介と菊池寛」「山本有三・豊島与志雄・久米正雄」「綴方について」「私の考へ」「永井荷風の死」「ニューヨークで」「月下の門」「鎌倉の書斎から」「新春随想三篇」

- 『川端康成全集第27巻 随筆2』（新潮社、1982年3月20日） - 全35巻本・補巻2全集
  - カバー題字：東山魁夷。四六判。函入
  - 月報（第26回）：井上靖「『伊豆の踊子』について（1）」。川端秀子「川端康成の思い出（26）」
  - 収録作品：「石井小浪」「舞踏会への誘ひ」「展覧会」「末期の眼」「日本犬とげてもの」「舞踊劇コツペリア」「私の犬」「愛犬家、非愛犬家」「ワイヤア倶楽部」「舞踊界私見」「コドモ座」「熱川だより」「作家との旅」「生物趣味」「舞踊界実際」「文芸家の身分に就て」「小紋石など」「『古賀春江』詩画集跋」「温泉雑記」「朝鮮の舞姫崔承喜」「学校と私」「崔承喜嬢」「二黒」「歌舞伎劇」「上山草人」「新響」「日本踊」「舞踊映画」「純粋の声」「犬」「小鳥の趣味」「成瀬巳喜男監督に映画を聞く」「紫外線雑言」「不眠」「日記」「軽井沢だより」「神津牧場行」「面替行の日」「平穏温泉だより」「『淑女は何を忘れたか』」「流行犬」「日本舞踊の日」「女性的なるもの」「鎌倉アルプス」「山中湖畔野鳥行」「同人雑記」「信濃の話」「戸隠山にて」「地方版」「人間の星」「旅中」「木曽馬篭」「犬と鳥」「綴方について」「鎌倉物語」「復信」「綴方の話」「散文家の季節」「僕の浅草地図」「旅中片信」「四つの机」「樹木」「秋山居」「新京から北京へ」「渡満葉書通信」「哈爾賓記」「日本の母」「『日本の母』を訪ねて」「土の子等」「真珠船」「英霊の遺文」「貸本店」「めぐる問答」「哀愁」「荻須高徳作『清水巴川』」「流れ出るもの」「東京裁判の老人達」「東京裁判判決の日」「近事」「平和を守るために」「岡鹿之助氏の『礼拝堂』」「花は眠らない」「マイヨオルのレダ」「柊家」「美について」「大樹」「私の考へ」「字のことなど」「吉祥天像」「ある月三日」「月下の門」「続・月下の門」「小説その後―『舞姫』」「ユネスコ偶感」「初夏」「古賀春江と私」「春」

### アンソロジー
- 『現代文芸評論』（双文社出版、1973年4月）
  - 編者：高橋春雄、吉田熈生、神谷忠孝
  - 付録：解説（略伝・解題・参考文献）
  - 収録作品：高橋春雄、神谷忠孝、吉田熈生「現代文芸評論概観」、千葉亀雄「新感覚派の誕生」、青野季吉「目的意識論」、青野季吉「芥川龍之介と志賀直哉」、川端康成「末期の眼」、宮本百合子「冬を越す蕾」、広津和郎「散文精神について」、小林秀雄「歴史について」、保田與重郎「日本の橋」、坂口安吾「日本文化私観」、中野重治「短歌写生の説」、荒正人「第二の青春」、桑原武夫「第二芸術」、伊藤整「逃亡奴隷と仮面紳士」、亀井勝一郎「愛の無常について」、竹内好「近代主義と民族の問題」、平野謙「私小説の二律背反」、山本健吉「抒情詩の運命」、唐木順三「すさびからさびへ」、江藤淳「神話の克服」、加藤周一「日本文化の雑種性」、吉本隆明「転向論」、中村光夫「想像力について」

- 『日本の名随筆8――死』（作品社、1983年3月25日）
  - 装幀：菊地信義。口絵：「山越阿弥陀図」（金戒光明寺蔵）
  - 編者：野坂昭如。付録：野坂昭如「あとがき」。「執筆者紹介・死随筆ブックガイド」
  - エピグラフ：中原中也「臨終」（『山羊の歌』より）、付録：野坂昭如「あとがき」。編集部編「執筆者紹介・死随筆ブックガイド」
  - 収録作品：堀秀彦「死」、吉野秀雄「生のこと死のこと」、室生犀星「あととさき」、藤枝静男「妻の遺骨」、斎藤茂太「私の死論は『夫が先に死ぬ』」、吉野せい「梨花」、堀田善衛「旅と死と」、瀬戸内晴美「死に様」、花田清輝「犬死礼讃」、なだいなだ「変な死に方」、松田道雄「老人と自殺」、桑原武夫「展墓」、中野重治「葬式と香奠がえし」、正岡子規「死後」、幸徳秋水「死生」、野上弥生子「芥川さんに死を勧めた話」、芥川龍之介「或旧友へ送る手記」、川端康成「末期の眼」、梶井久「臨終まで」、石川淳「太宰治昇天」、唐木順三「自殺について」(抄)、石原吉郎「確認されない死のなかで」、埴谷雄高「敵と味方」、長田弘「青春と死について」、横尾忠則「生れ変り死に変る」、小川国夫「泉伝説」、小原秀雄「動物は死を意識するか?」、野坂昭如「死について」

- 『日本近代随筆選 1 出会いの時』（岩波文庫、2016年4月15日）
  - カバー装幀：中野達彦。カバーカット：小出楢重「地球儀のある静物」
  - 編者：千葉俊二、長谷川郁夫、宗像和重
  - 解説：千葉俊二
  - 収録作品：
    - I サフラン：森鷗外「サフラン」、北原白秋「桐の花とカステラ」、荻原井泉水「星を拾う」、岡本かの子「秋の七草に添えて」、呉清源「棋聖・名人を語る」
    - II ウッチャリ拾い：幸田露伴「ウッチャリ拾い」、太宰治「走ラヌ名馬」、林達夫「私の家」、宮城道雄「触覚について」、石川淳「柳の説」
    - III 遍路：小島烏水「奥常念岳の絶巓に立つ記」、柳田國男「浜の月夜」「清光館哀史」、斎藤茂吉「遍路」、吉井勇「玉島円通寺」、久保田万太郎「春深く」
    - IV 飯待つ間：正岡子規「飯待つ間」、大町桂月「予が四十歳」、永井荷風「枇杷の花」、高村光太郎「永遠の感覚」、中島敦「十年」
    - V 文学とは何ぞや：内田魯庵「随筆問答」、田村俊子「野崎村のお光さんへ」、広津和郎「夢殿の救世観音」、牧野信一「文学とは何ぞや」、井伏鱒二「『が』『そして』『しかし』」
    - VI 変な音：夏目漱石「変な音」、小出楢重「雑念」、森田たま「大阪言葉小片」、里見弴「世間」、伊藤整「事実と伝説」
    - VII 末期の眼：川端康成「末期の眼」、小林秀雄「無常という事」、尾崎一雄「いろいろの死」、川田順「翠陰居士」、中勘助「結婚」
    - VIII 具象以前：寺田寅彦「浅草紙」、石原純「雨粒」、中谷宇吉郎「雪を作る話」、湯川秀樹「具象以前」、朝永振一郎「鏡のなかの世界」「かがみ再論」

## 派生作品・オマージュ作品
- 川端康成が死んだ日（中島京子、2016年10月）[116]